# Kennywood Entertainment
Kennywood Entertainment était une compagnie qui gérait des parcs d'attractions. En décembre 2007, le groupe possédait cinq parcs aux États-Unis (trois en Pennsylvanie, un au Connecticut et le dernier dans le New Hampshire).
Parques Reunidos a reçu l'autorisation de racheter Kennywood Entertainment a complété son acquisition le 2 juin 2008. Depuis 2009, Palace Entertainment - la filiale américaine de Parques Reunidos - gère les parcs ayant appartenu à Kennywood Entertainment.

## Historique
Kennywood Entertainment Co. fut créée quand F.W. Henninger et Andrew McSwigan achetèrent le parc d'attractions Kennywood à la Monongahela Railway Company en 1906. La compagnie fut alors gérée par ces deux familles, qui depuis achetèrent les quatre autres parcs.
Le 26 janvier 1983, Kennywood Entertainment Co. a acheté Idlewild & Soak Zone, à Ligonier, Pennsylvanie. C'est le plux vieux parc d'attractions de l'état, et le troisième dans le placement aux États-Unis.
En avril 1996, la compagnie a acquis Lake Compounce, un parc inauguré en 1846, situé à Bristol, Connecticut et détenu jusqu'à ce moment par le partenariat Barberino. Après l'acquisition, Kennywood a investi des millions de dollars pour rénover le parc qui fut rouvert en 1997.
En juin 2007, Kennywood Entertainment Co. a racheté le parc Story Land à Morell Corp.
Le 11 décembre 2007, la compagnie annonça son désir de vendre les cinq parcs en sa possession au groupe espagnol Parques Reunidos.

## Les parcs
- Kennywood, près de Pittsburgh, Pennsylvanie (depuis 1906)[2]
- Idlewild & Soak Zone, Ligonier, Pennsylvanie (depuis 1983)[3]
- Sandcastle Waterpark, près de Pittsburgh, Pennsylvanie (depuis 1989)[9]
- Lake Compounce, Bristol, Connecticut (depuis 1996)[10]
- Story Land, Bartlett, New Hampshire (depuis 2007)[7]